# Hammelburg

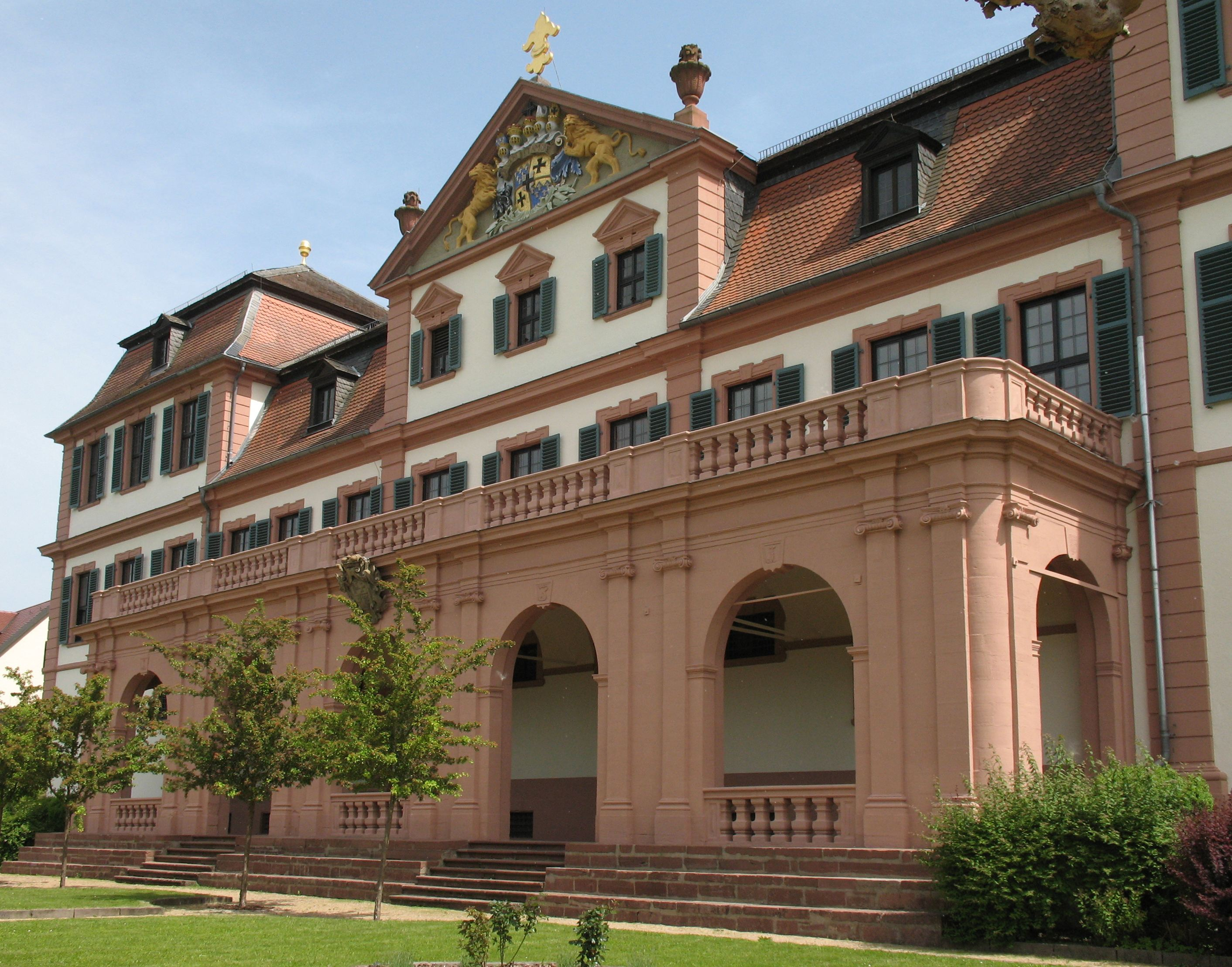
Kellereischloss (Castillo Rojo)

Hammelburg (pronunciación en alemán: /ˈhaml̩ˌbʊʁk/ⓘ) es una ciudad alemana, ubicada en el distrito de Bad Kissingen, en la región administrativa de Baja Franconia, en el Estado federado de Baviera. 
Se encuentra a orillas del río Saale en Franconia, a 25 km al oeste de Schweinfurt. Hammelburg es la ciudad vitivinícola más antigua de Franconia.

## Galería

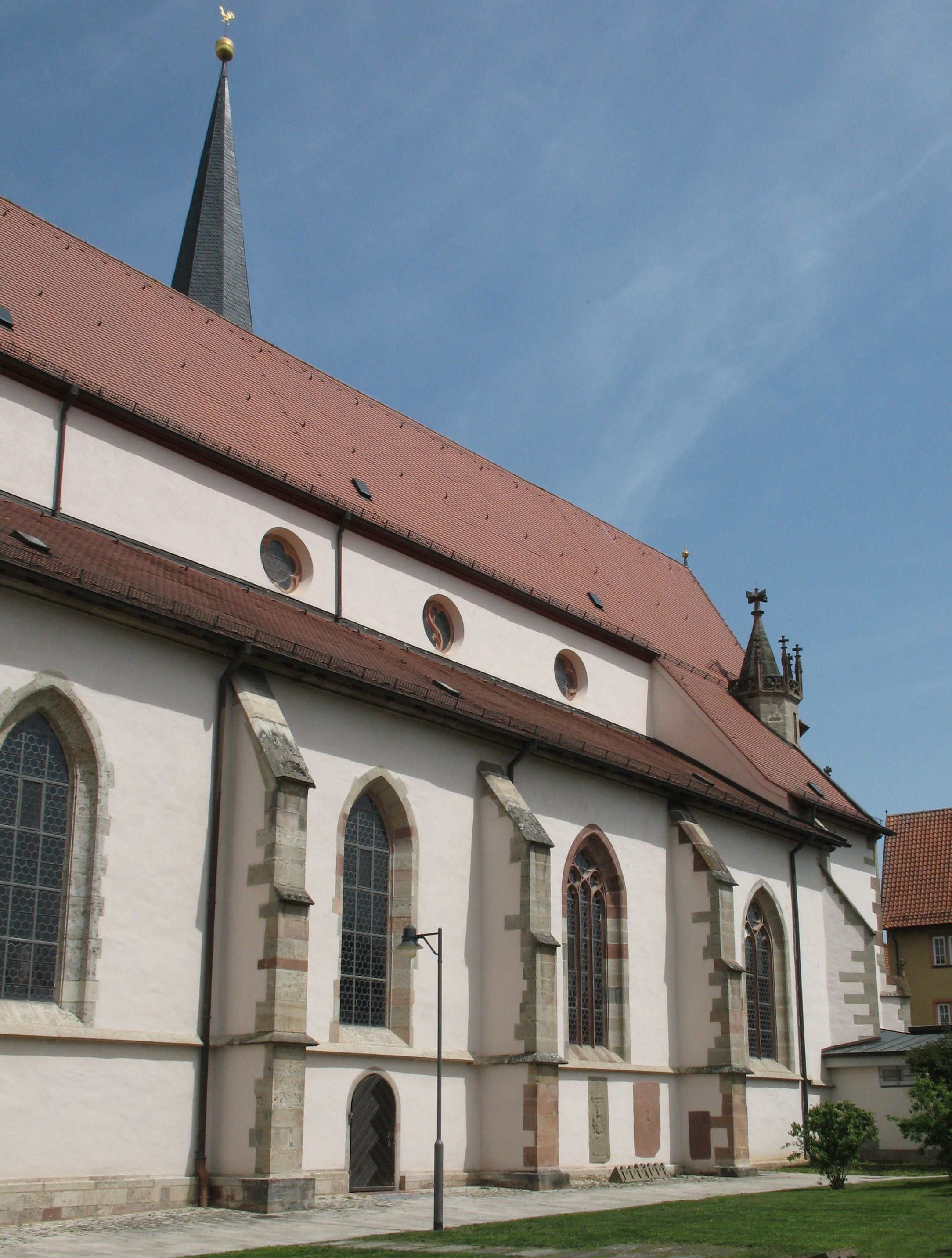
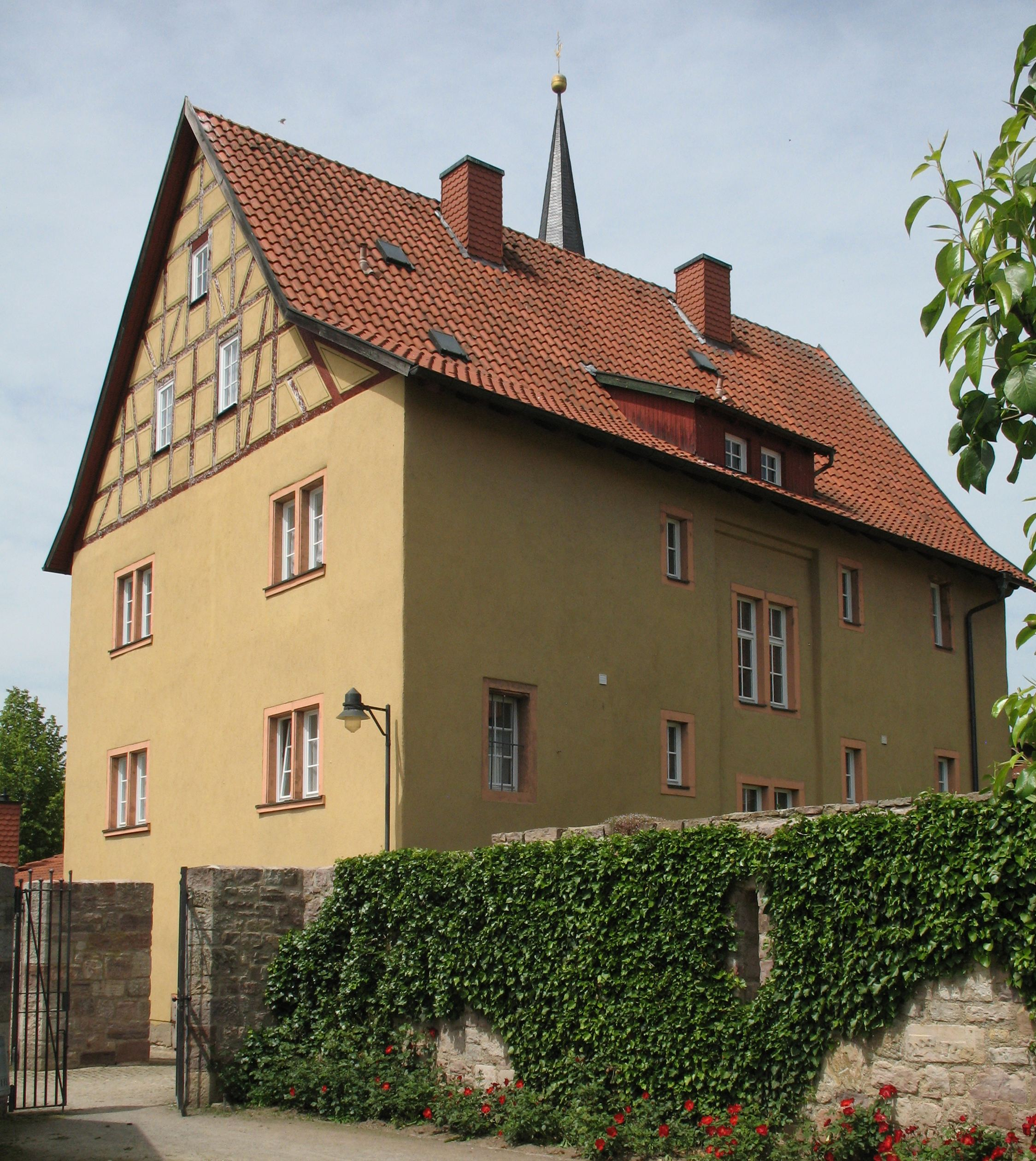
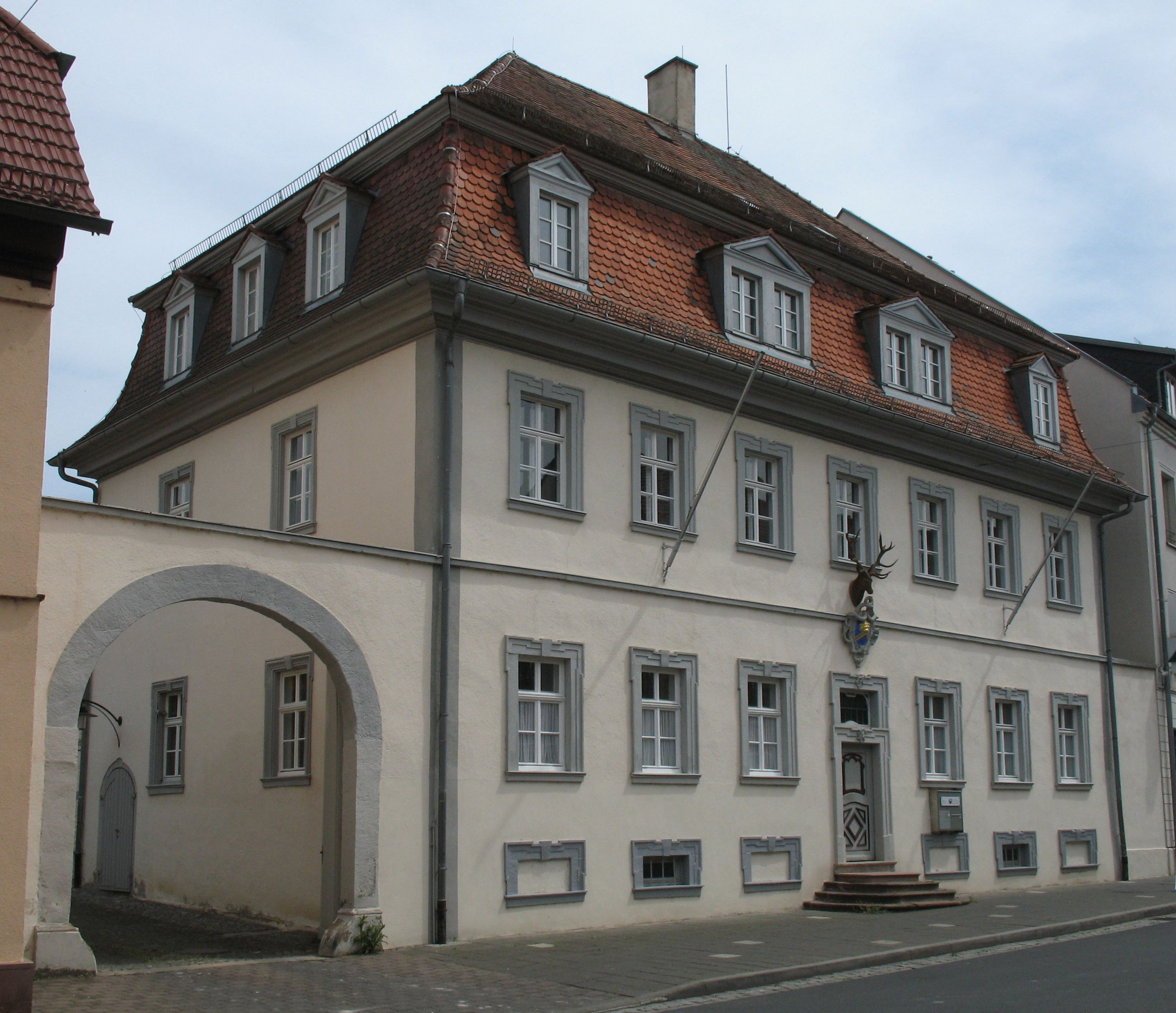
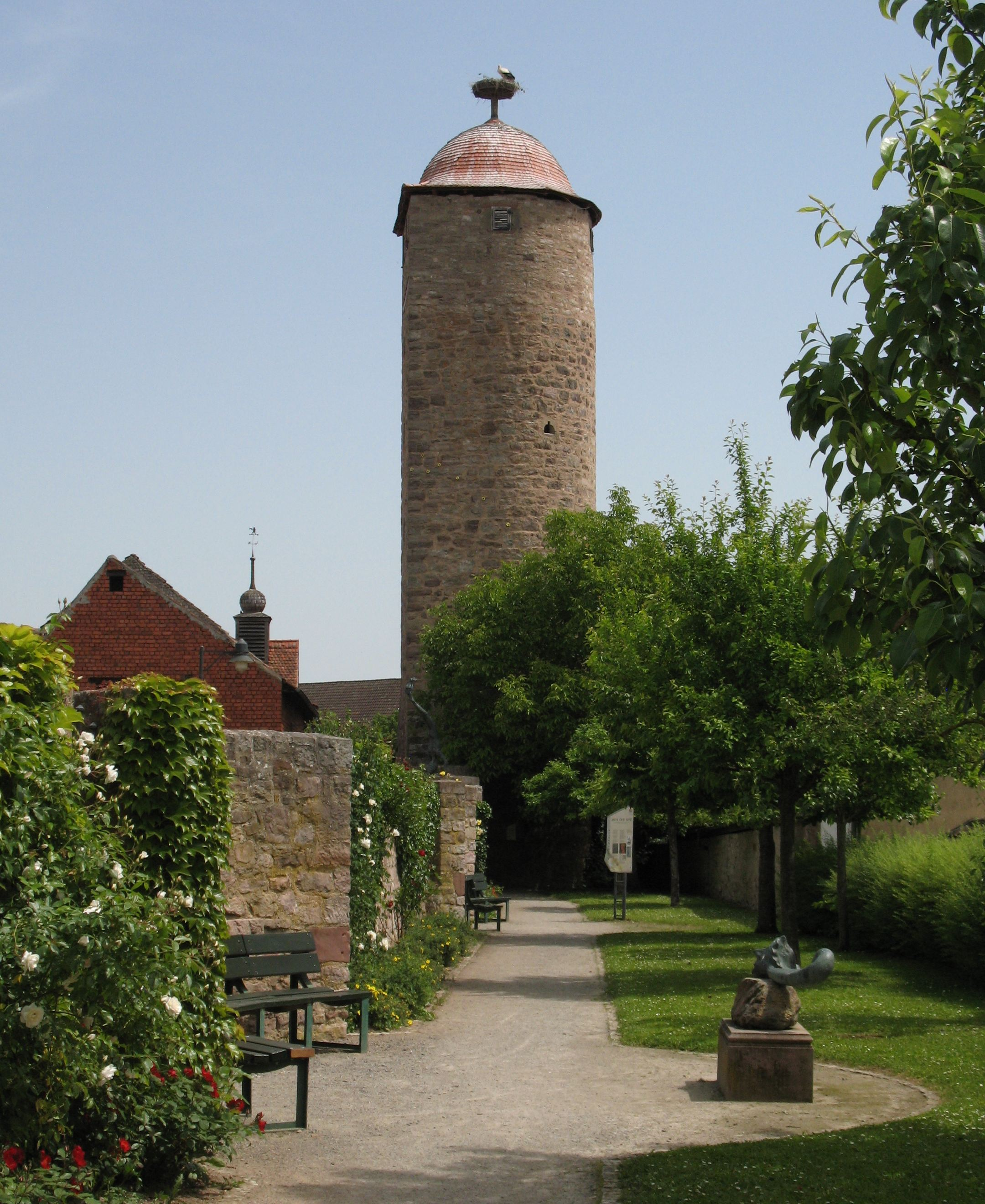
Muralla de la ciudad
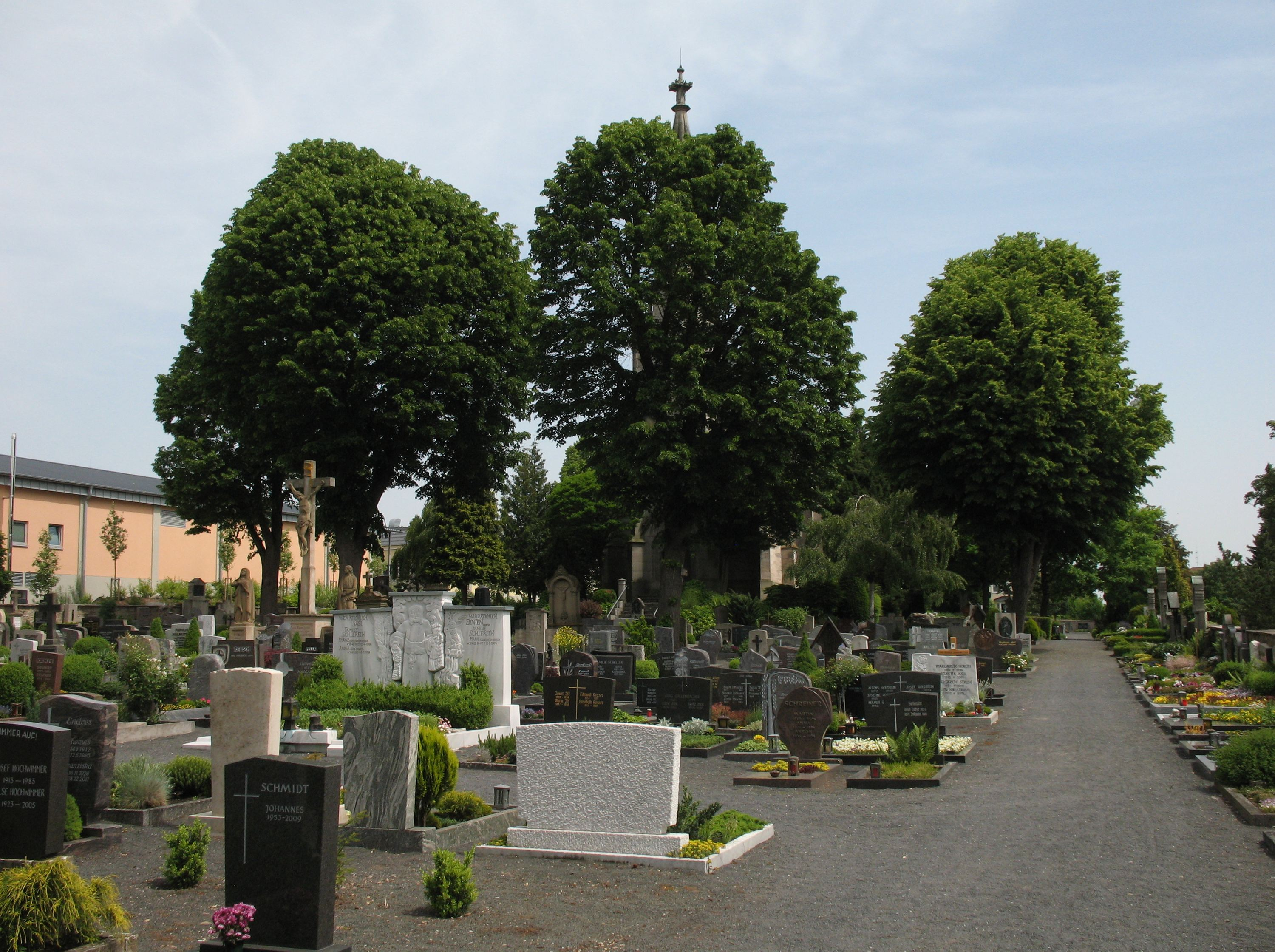
Cementerio
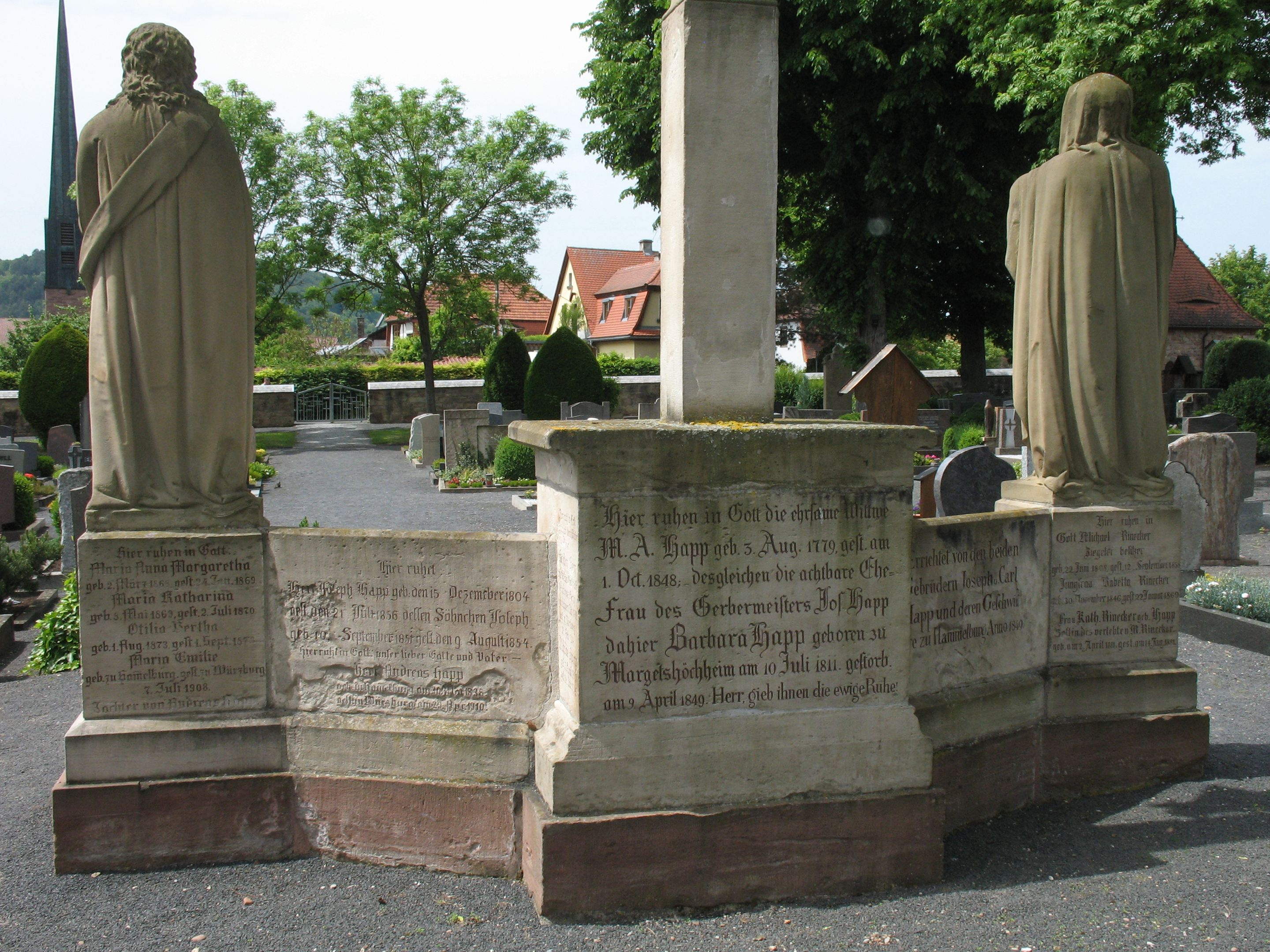
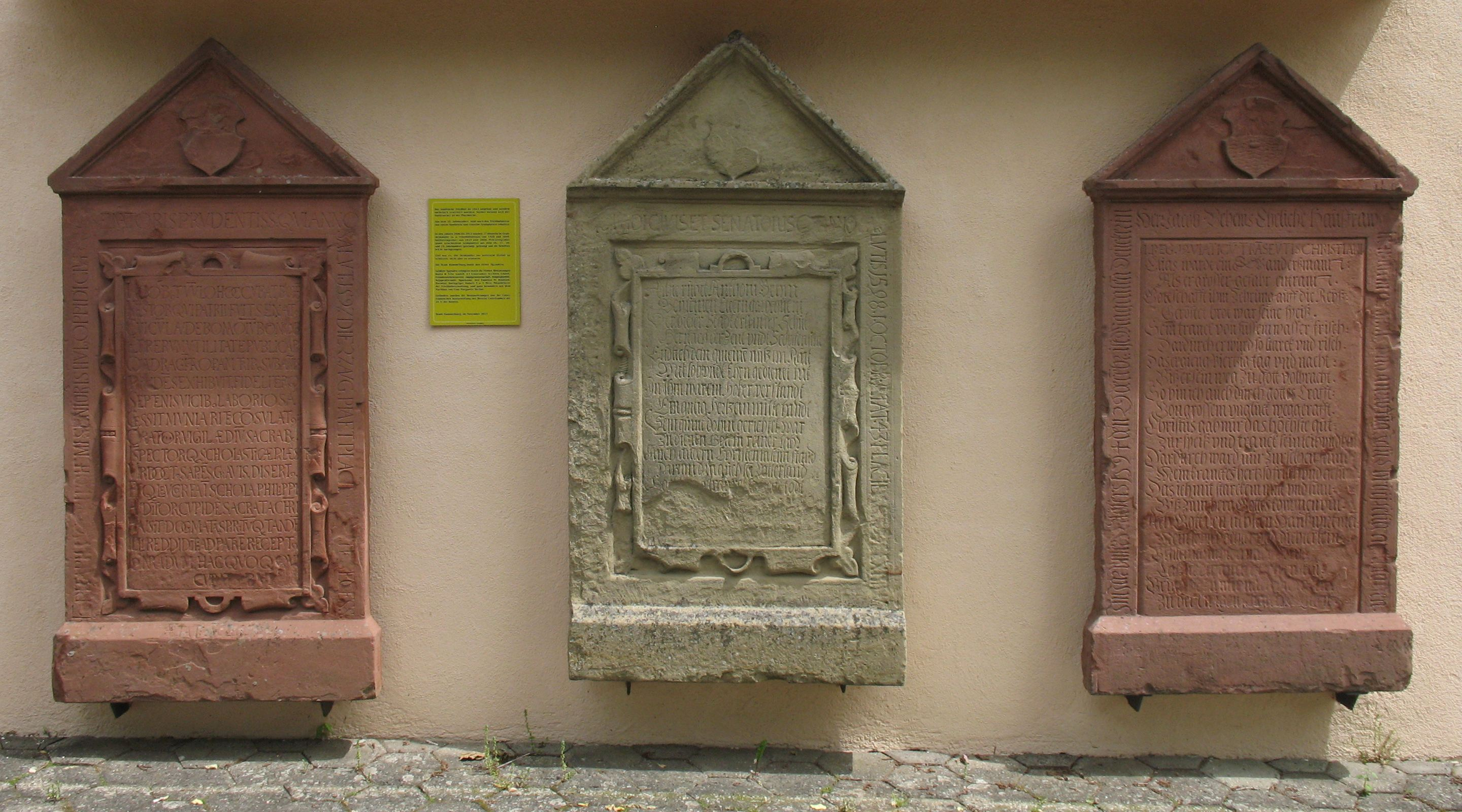